# داميان ليزيو
داميان ليزيو (بالإسبانية: Damián Lizio)‏؛ مواليد 30 يونيو 1989 في فلوريدا، بوينس آيرس، الأرجنتين، هو لاعب كرة قدم أرجنتيني يلعب لنادي أوهيجينس كلاعب وسط. بدأ داميان ليزيو مسيرته الرياضية عام 2004 مع نادي أتلتيكو ريفر بليت.

## روابط خارجية
- داميان ليزيو على موقع قاعدة بيانات كرة القدم.إي يو (الإنجليزية)
- داميان ليزيو على موقع ناشيونال فوتبول تيمز (الإنجليزية)
- داميان ليزيو على موقع Soccerway.com (الإنجليزية)
- داميان ليزيو على موقع عالم كرة القدم.نت (الإنجليزية)